# Carl XIII:s orden
Carl XIII:s orden, officiellt  Kungliga Carl XIII:s orden , är en svensk kunglig orden i en klass instiftad av Karl XIII den 27 maj 1811.

## Historia
Orden tilldelas endast svenska och utländska frimurare av evangelisk konfession och en ordinarie riddare skall vara minst 36 år gammal. En förutsättning för att svenskar skall kunna utnämnas till riddare i orden är att de har den högsta graden inom Svenska Frimurare Orden, grad X, och är Riddare och Kommendör med Röda korset (R&K, RoKmRk), i Svenska Frimurare Orden. Sveriges kung är ordens Herre och Mästare (stormästare) och näst efter honom sköter tronföljaren dess styrelse. År 1826 bestämdes att svenska prinsar blir riddare av orden vid födseln, men de bär inte halskorset förrän de uppnått högsta graden i Svenska Frimurare Orden.
Antalet svenska riddare, förutom de kungliga vilkas antal inte räknas in, är bestämt till 33 varav högst tre präster (vilka inte benämns riddare utan ledamöter) samt 30 (tidigare 27) världsliga riddare. Antalet utländska riddare var därutöver tidigare högst sju men är numera högst 10 till antalet. Vid synnerliga skäl kan och har antalet riddare överskridit det stipulerade antalet.
Nya riddare utnämns (normalt) den 28 januari på Carl-dagen. Dubbningsceremonin äger normalt rum två månader senare.

## Insignier och grad
Riddarna bär i rött band om halsen ordenstecknet, vilket är i form av ett rött georgskors i vars mitt syns en vitemaljerad rundel med guldkant som på åtsidan visar Carl XIII:s namnchiffer, två spegelvända C inneslutande de romerska siffrorna ”XIII”, frånsidan har en liknande vit rundel i vars mitt syns en triangel inneslutande ett ”B”.
Kraschanen består av ett bröstkors i form av ett rött georgskors. Orden är den enda av de kungliga ordnarna där ordensdräkten ännu är i bruk.
| Halskors | Kraschan | Ordensgrad                               | Tillkomst | Anmärkning              |
| -------- | -------- | ---------------------------------------- | --------- | ----------------------- |
|          |          | Riddare av Carl XIII:s orden (RCXIII:sO) | 1811      | Ordensdräkt ännu i bruk |

### Vid mottagares död
När en mottagare av Carl XIII:s orden dör, skall ordenstecken samt halskors, i enlighet med ordens statuter, återsändas till skattmästaren vid Kungl. Maj:ts Orden, då de inte är personlig egendom utan bara nyttjas under innehavarens livstid.

### Briljanterade ordenstecken

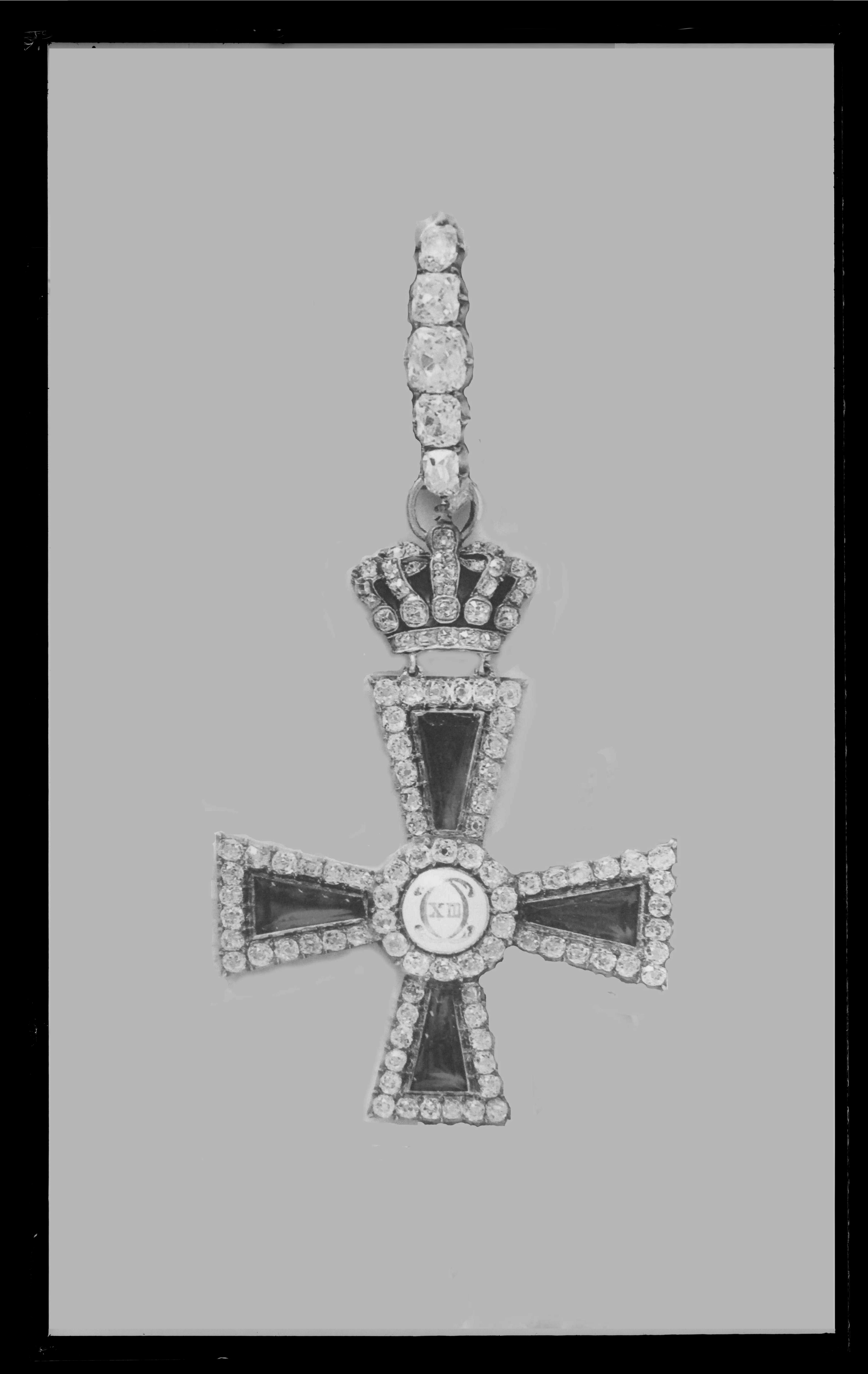
Briljanterat ordenstecken

En person kunde i vissa, sällsynta fall förlänas med en briljanterad orden. Vanligtvis inträffade detta om personen gjort kungen eller kungafamiljen något personligt. Till skillnad mot de ordinarie ordenstecknen så hade de briljanterade ordenstecknen en särställning. Dels var ordenstecknen personlig egendom och behövde inte återsändas till kungen vid innehavarens död.

### Mottagare av briljanterade ordenstecken
- Lars von Engeström, Riddare med Briljanter.
- Karl XIV Johan, Riddare med Briljanter. Ordens herre och mästare 1818–1844.
- Magnus Brahe, Riddare med Briljanter 1829.
- Oscar II, Riddare med Briljanter. Ordens herre och mästare 1872–1907.
- Gustaf V, Riddare med Briljanter. Ordens herre och mästare 1907–1950.

## Ordensdräkt

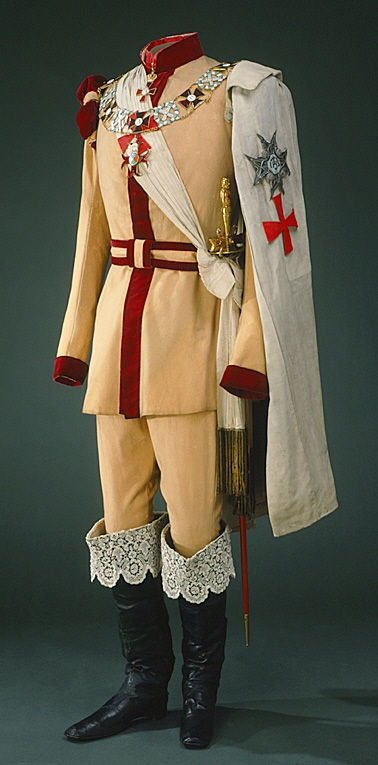
Oscar I:s ordensdräkt

Carl XIII:s orden har liksom de andra kungliga riddarordnarna en ordensdräkt, men till skillnad från de andra så används ännu dräkten under ceremonier inom Svenska Frimurare Orden. Ordensdräkt är i gult siden och sammet, med vita och röda detaljer, och över axlarna bärs en slängkappa i vitt siden och sammet med ett broderat rött kors. Runt livet bär man ett skärp i vitt. Hela dräkten har samma snitt som den Nationella dräkten som instiftades av Gustav III 1778. 

## Bilder

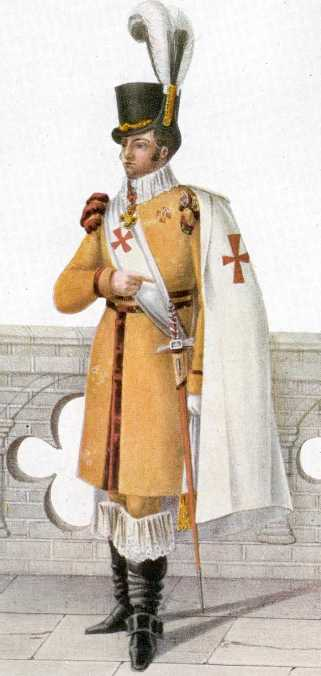
Ordensdräkt för Carl XIII:s orden
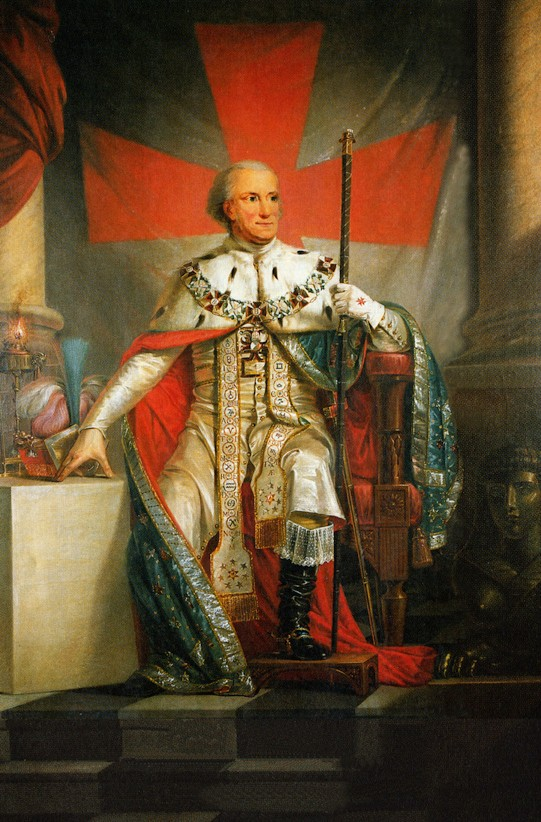
Kung Karl XIII i ordensdräkt för stormästaren i Svenska Frimurare Orden.
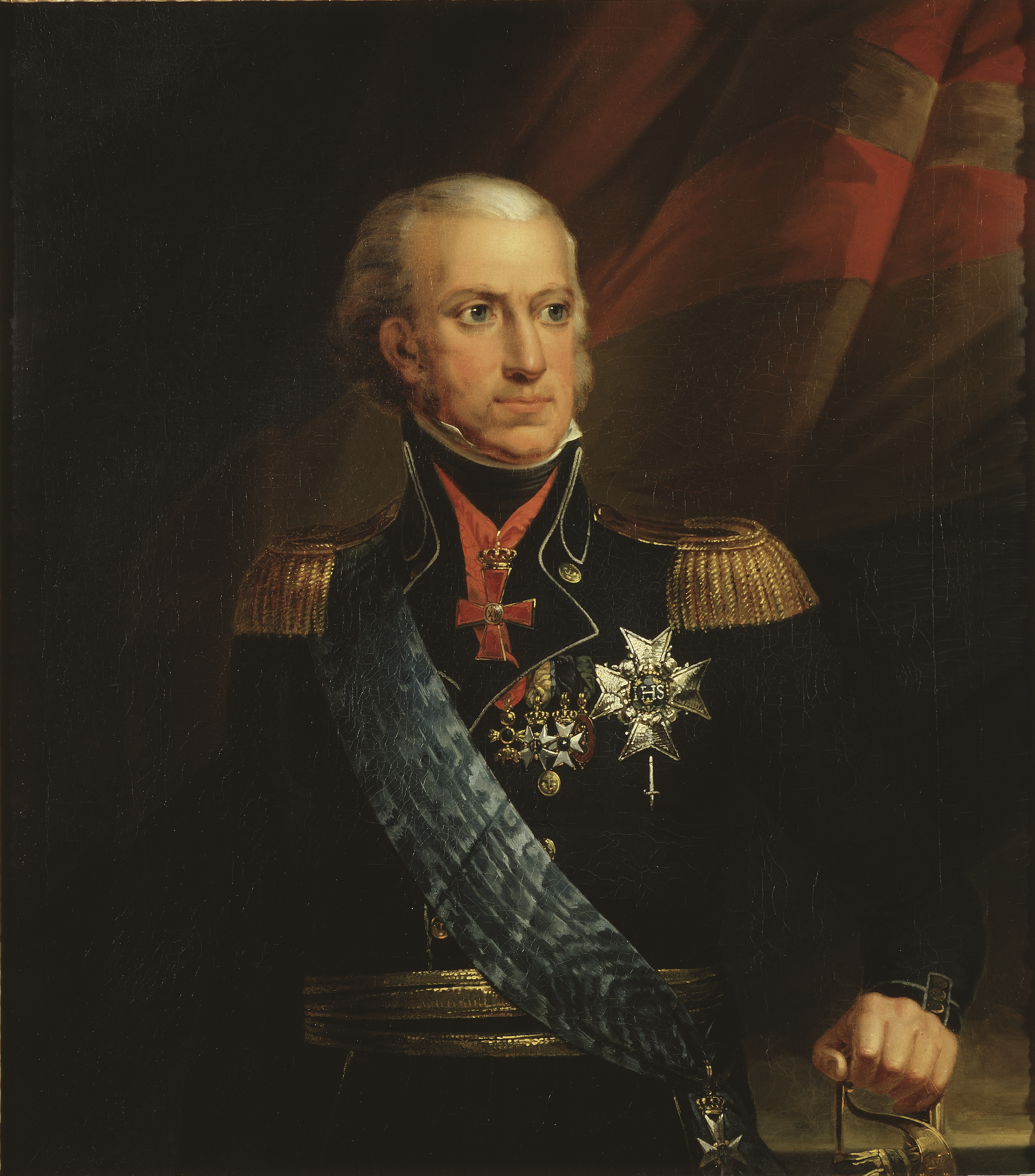
Kung Karl XIII med ordenskorset i rött band om halsen.
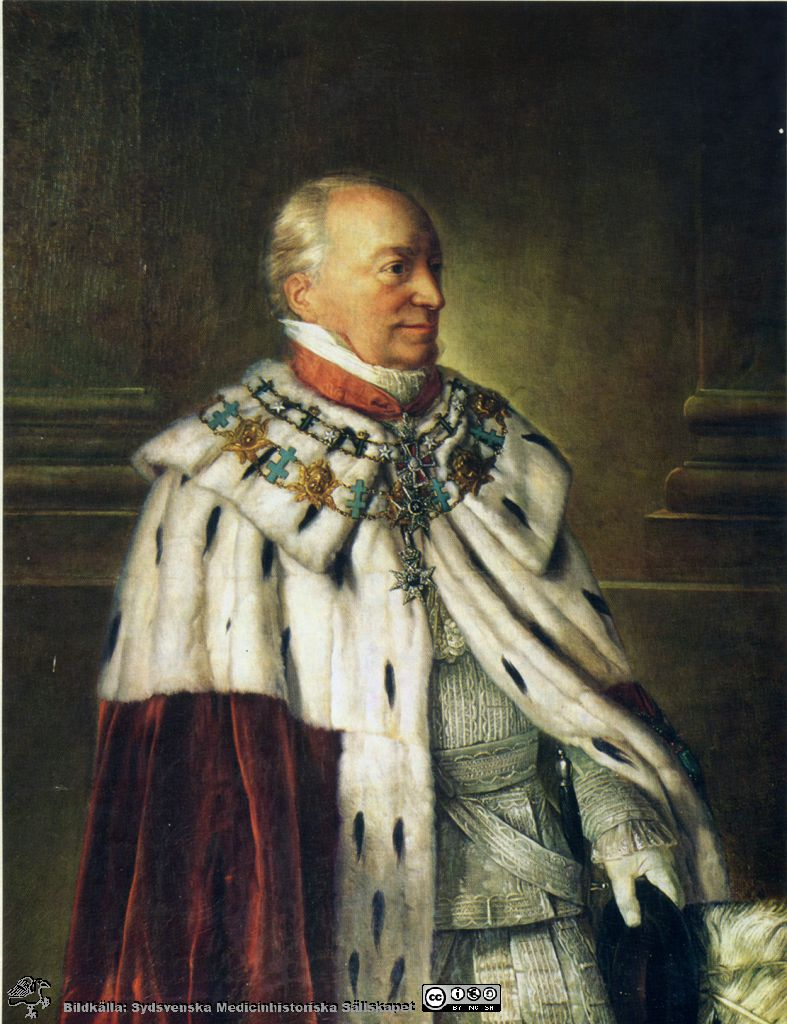
Greve och friherre Lars von Engeström, iklädd riksrådsdräkt med Carl XIII:s orden i briljanter i rött band runt halsen. (1826)
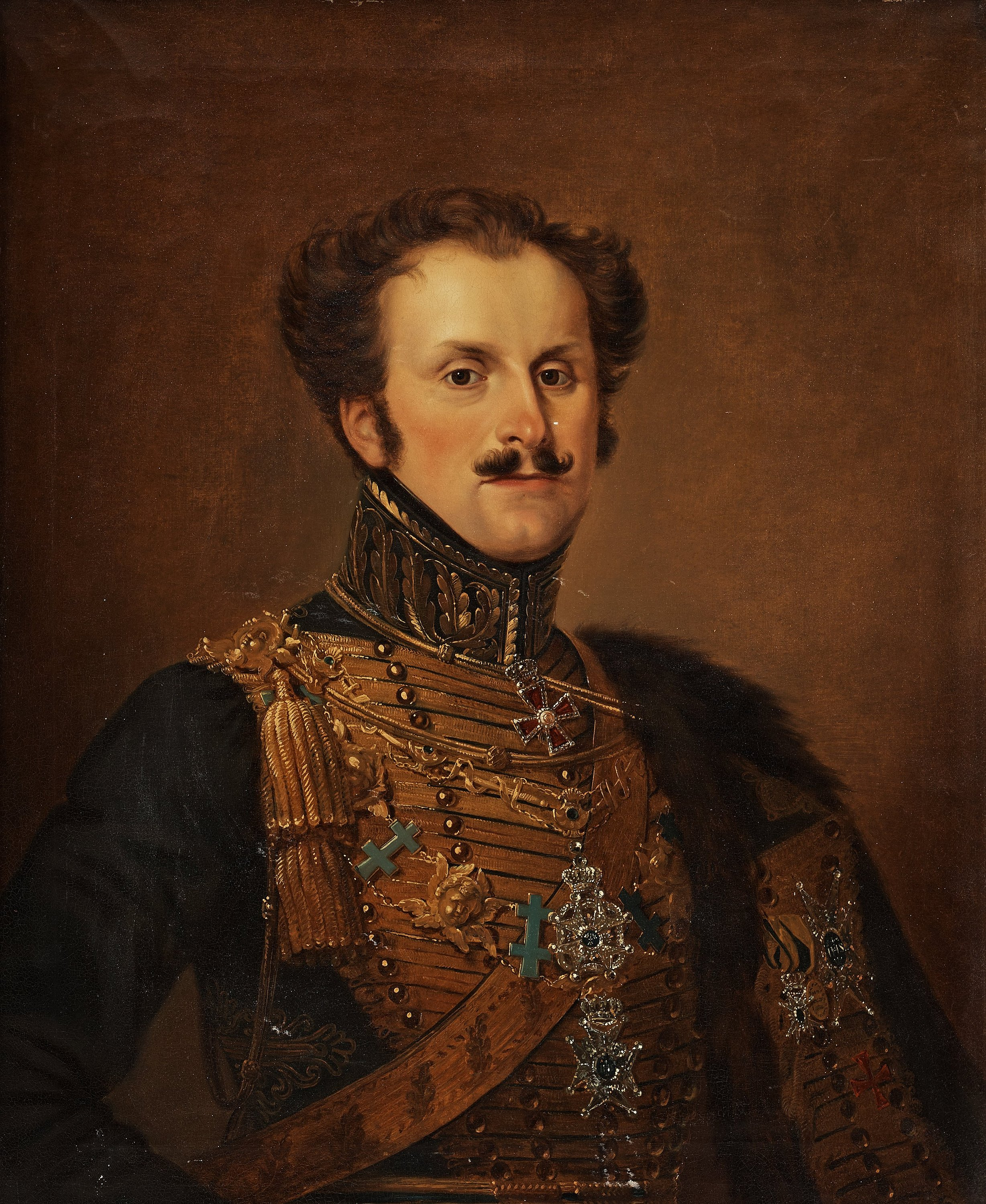
Greve Magnus Brahe, iklädd uniform och med Carl XIII:s orden i briljanter runt halsen. (1831)
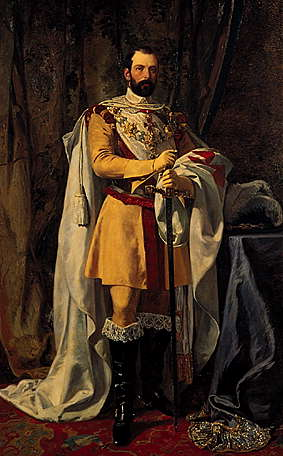
Kung Karl XV som stormästare i ordensdräkten för Carl XIII:s orden. (1861)
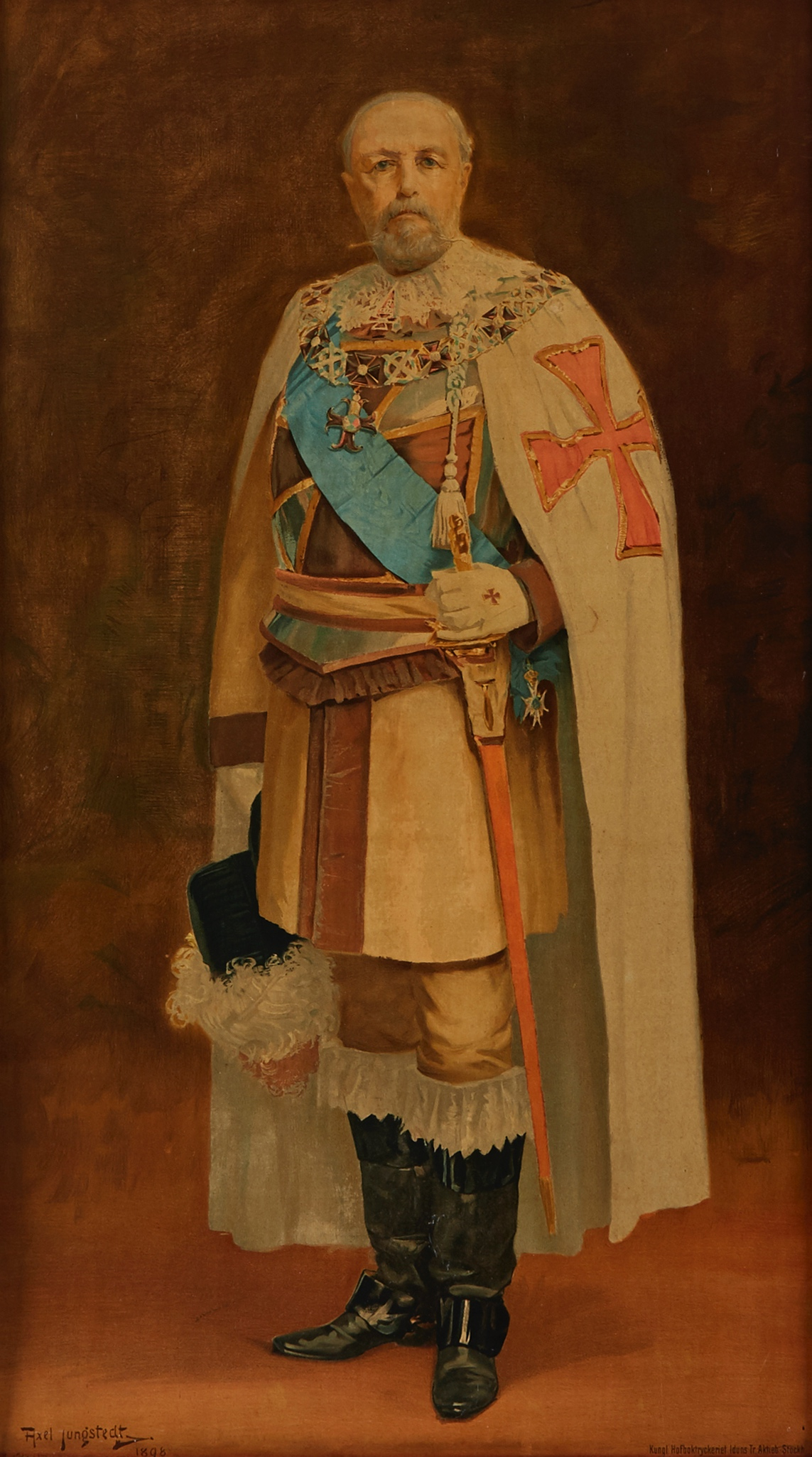
Kung Oscar II som stormästare i ordensdräkten för Carl XIII:s orden. (1898)
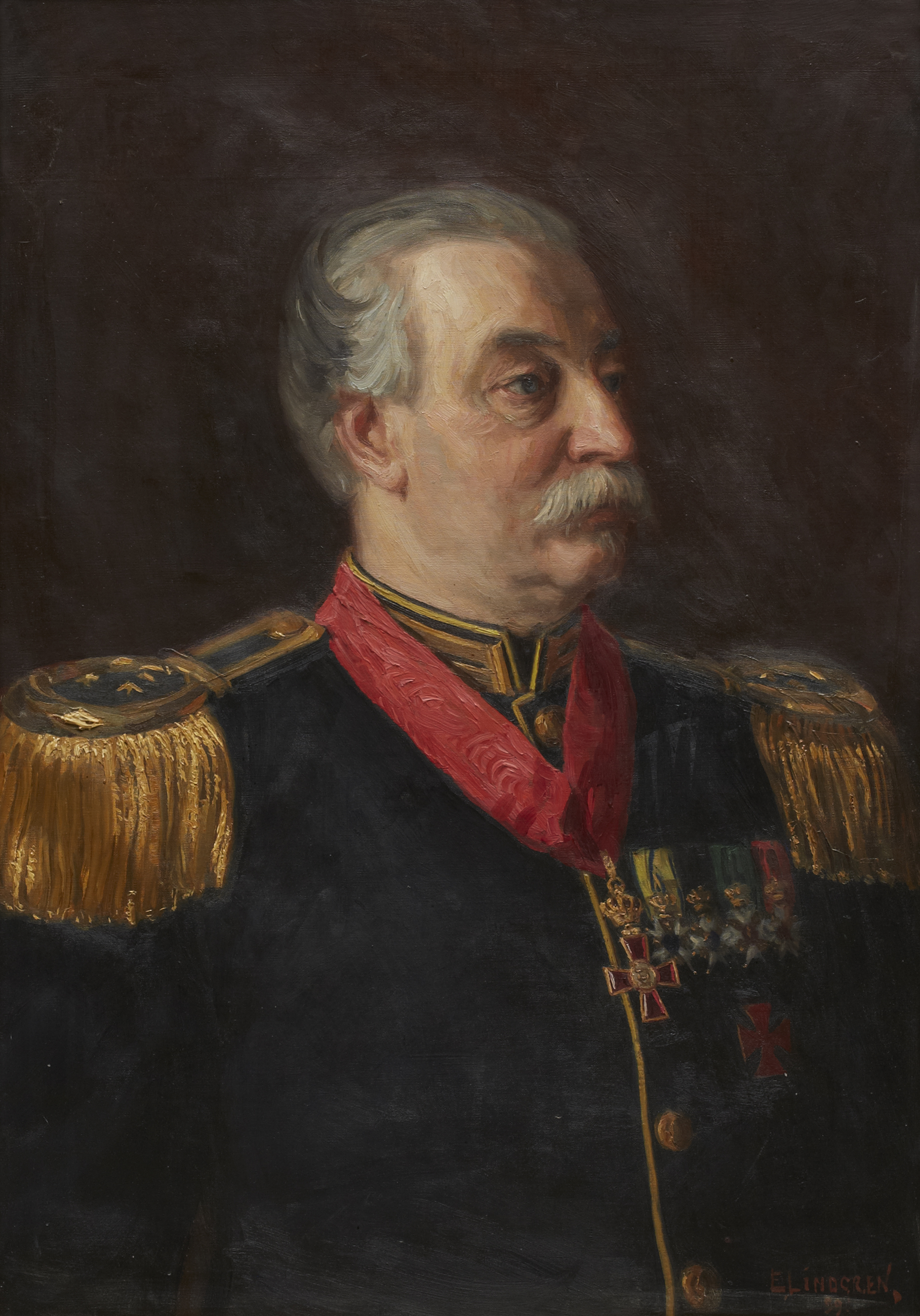
Överste Ludvig Thimgren bärande ordens halskors och bröstkors. (1899)
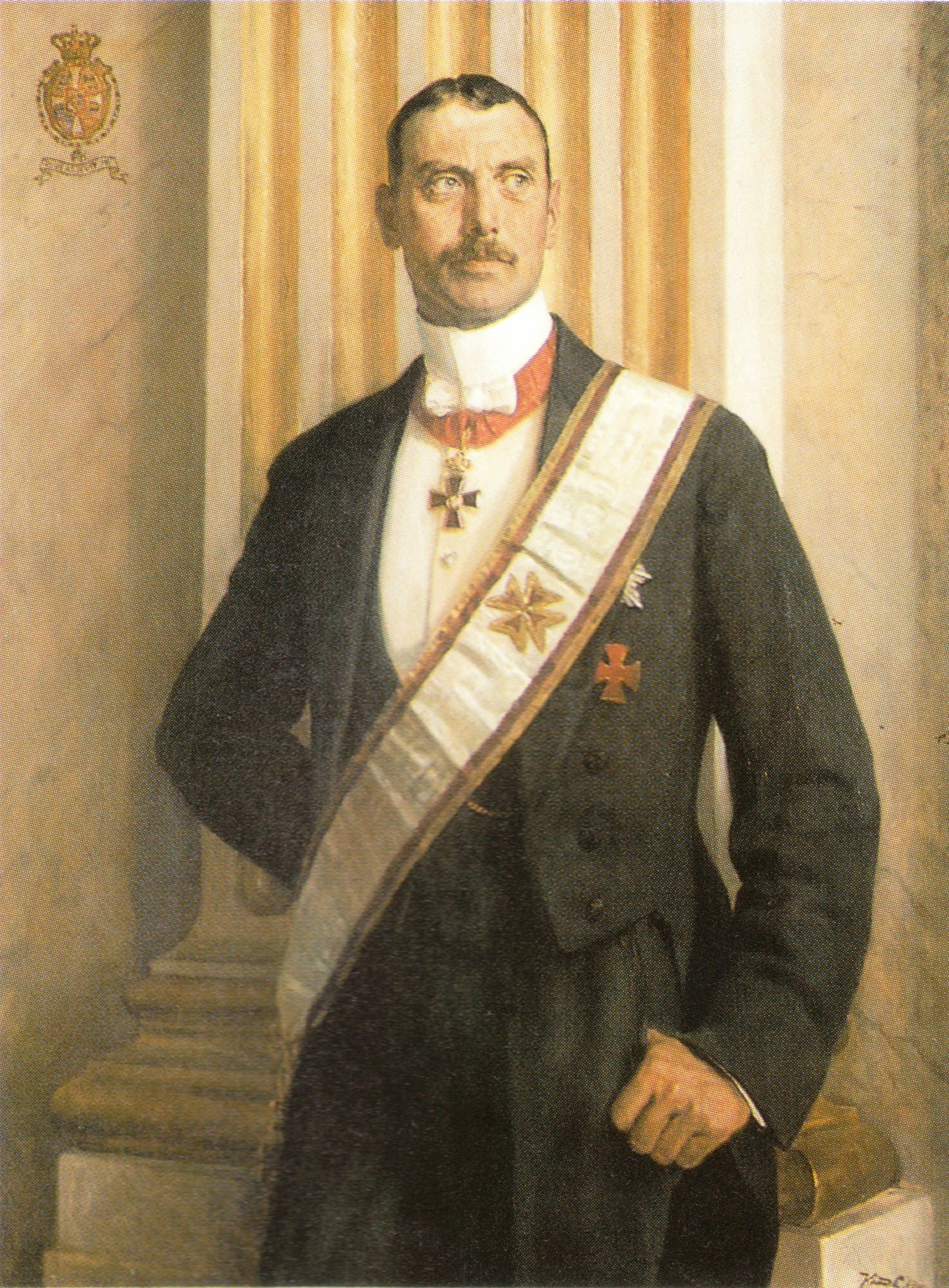
Den danske kungen, Christian X med Carl XIII:s orden runt halsen samt på bröstet. (1919)

## Riddare av Orden

### Nu levande kungliga riddare
Nu levande svenska kungliga innehavare av Carl XIII:s orden:
- Carl XVI Gustaf, ordens herre och mästare
- Prins Carl Philip (f. 1979)
- Prins Nicolas (f. 2015)
- Prins Oscar (f. 2016)
- Prins Alexander (f. 2016)
- Prins Gabriel (f. 2017)
- Prins Julian (f. 2021)

Prinsar av Sverige blir riddare av Carl XIII:s orden när de föds, men anlägger inte ordenstecken förrän de erhållit Svenska Frimurare Ordens högsta grad. Då ingen av kungligheterna är frimurare bär således dessa inte Carl XIII:s orden.

### Riddare av Kungliga Carl XIII:s orden
Sedan orden inrättades har över 400 personer tilldelats orden. Den förste var kung Karl XIII som fick orden 1811 och den senaste, med nummer 438, är filosofie kandidat Rolf Prag som utnämndes den 28 januari 2025.